# Daytime
Daytime is een internetprotocol dat de huidige datum en tijd teruggeeft in ASCII-formaat (RFC 867). Zowel via TCP als UDP kan via poort 13 een aanvraag gebeuren. 

## Voorbeeld
```
telnet
> open localhost daytime
Trying 127.0.0.1...
Connected to localhost.
Escape character is '^]'.
Thu Feb  7 22:47:44 2008
Connection closed by foreign host.
```

"localhost" kan ook vervangen worden door de hostnaam van een andere server waarvan de daytime-poort (13) open staat.